# Cristian García Ramos
Cristian García Ramos (Terrassa, 21 dicembre 1981) è un ex calciatore spagnolo, di ruolo difensore.

## Caratteristiche tecniche
È un terzino destro.